# Comitato Olimpico della Nigeria
Il Comitato Olimpico Nigeriano (noto anche come Nigeria Olympic Committee in inglese) è un'organizzazione sportiva nigeriana, nata nel 1951 a Lagos, Nigeria.
Rappresenta questa nazione presso il Comitato Olimpico Internazionale (CIO) dal 1951 ed ha lo scopo di curare l'organizzazione ed il potenziamento dello sport in Nigeria e, in particolare, la preparazione degli atleti nigeriani, per consentire loro la partecipazione ai Giochi olimpici. L'organizzazione è, inoltre, membro dell'Associazione dei Comitati Olimpici Nazionali d'Africa.
L'attuale presidente dell'associazione è Habu Gumel, mentre la carica di segretario generale è occupata da Olabanji Oladapo.